# Tribunal de Garanties Constitucionals

Escut oficial durant la Segona República Espanyola.

El Tribunal de Garanties Constitucionals va ser un òrgan constitucional espanyol, antecedent de l'actual Tribunal Constitucional d'Espanya, existent durant la Segona República Espanyola. Va ser establert mitjançant l'article 122 de la Constitució de 1931 i regulat mitjançant una Llei Orgànica (14 de juny de 1933). El seu primer president va ser Álvaro de Albornoz.

## Competència
Tenia competència per conèixer:
1. Del recurs d'inconstitucionalitat de les lleis.
2. Del recurs d'empara de garanties individuals, quan hagués estat ineficaç la reclamació davant altres autoritats.
3. Dels conflictes de competència legislativa i quants uns altres sorgeixin entre l'Estat i les regions autònomes i els d'aquestes entre si.
4. De l'examen i aprovació dels poders dels compromissaris que juntament amb les Corts escullen al President de la República.
5. De la responsabilitat criminal del cap d'estat, del President del Consell i dels Ministres.
6. De la responsabilitat criminal del president i els magistrats del Tribunal Suprem i del fiscal de la República.

## Composició
Estava presidit per un president que nomenaven les Corts (no calia que fos diputat), el mandat del qual durava deu anys. Hi havia dos vocals nats, els presidents del Tribunal de Comptes i del Consell d'Estat i vint-i-tres electius: dos diputats, nomenats per les Corts en cada legislatura (nats), dos advocats escollits pels col·legis d'advocats, quatre professors d'universitat escollits per les facultats de dret i catorze vocals regionals. Els vocals regionals, de col·legis d'advocats i professors d'universitat tindrien un mandat de quatre anys, renovables per meitats cada dos anys.
Pel que fa als vocals regionals, un corresponia a cada regió autònoma (en la data de creació del Tribunal només Catalunya), escollit per l'òrgan legislatiu d'aquesta regió. La resta del territori s'ordenava a diverses regions a l'efecte de l'elecció de vocals, les quals triarien cadascuna al seu vocal mitjançant votació en la que els electors serien tots els regidors dels ajuntaments de la regió. Per a l'elecció de vocals, la llei va considerar com a regions les existent des de la divisió regional de 1833:
1. Andalusia (províncies d'Almeria, Cadis, Còrdova, Granada, Huelva, Jaén, Màlaga i Sevilla i les ciutats autònomes de Ceuta i Melilla)
2. Aragó (províncies d'Osca, Terol i Saragossa).
3. Astúries (província d'Oviedo)
4. Balears (província del seu nom)
5. Canàries (províncies de Las Palmas i Santa Cruz de Tenerife).
6. Castella la Nova (províncies de Ciudad Real, Conca, Guadalajara, Madrid i Toledo)
7. Castella la Vella (províncies d'Àvila, Burgos, Logronyo, Palencia, Santander, Segòvia, Soria i Valladolid)
8. Extremadura (províncies de Badajoz i Càceres)
9. Galícia (províncies de la Corunya, Lugo, Ourense i Pontevedra).
10. Lleó (províncies de Lleó, Salamanca i Zamora)
11. Múrcia (províncies d'Albacete i Múrcia)
12. Navarra i País Basc (províncies d'Àlaba, Guipúscoa, Navarra i Biscaia)
13. València (províncies d'Alacant, Castelló i València)

El primer president del Tribunal de Garanties Constitucionals va ser el radicalsocialista Álvaro de Albornoz, escollit per les Corts en votació el 3 de juliol de 1933 (va dimitir el 9 d'octubre de 1934, sent substituït per Fernando Gasset Lacasaña. El Tribunal es constituí el 2 de setembre de 1933.
Les eleccions per als vocals regionals van tenir lloc el 3 de setembre de 1933 i van suposar una àmplia derrota de la coalició governamental (el govern, presidit per Manuel Azaña, incloïa representants d'Acció Republicana, PSOE, Partit Republicà Gallec, Partit Radical Socialista, federals i Esquerra Republicana de Catalunya). Els candidats afins al govern van obtenir cinc dels quinze vocals en disputa (un per a cada partit del gabinet, excloent als federals; el d'ERC nomenat pel Parlament de Catalunya) mentre que l'oposició va obtenir vuit (4 radicals, 3 de la CEDA, un nacionalista basc, un tradicionalista i un independent de dreta). A conseqüència d'això, el president de la República, Niceto Alcalá Zamora va signar el decret de dissolució de les Corts i la convocatòria d'eleccions.
La votació dels col·legis d'advocats va tenir lloc el 10 de setembre. i va resultar en el triomf de la candidatura de Renovación Española, que incloïa José Calvo Sotelo, llavors a l'exili.

## Llista de membres
Alguns membres del tribunal foren els següents:
- Álvaro de Albornoz, primer president
- Francisco Basterrechea Zaldívar
- Eduard Martínez-Sabater i Seguí
- Manuel Alba Bauzano
- Pedro Vargas
- Jerónimo Bugeda Muñoz
- Juan Antonio Méndez
- Manuel Martínez Pedroso
- Pere Coromines i Montanya
- Emilio Palomo
- Francisco Marcos Pelayo
- Antoni Maria Sbert i Massanet
- Antonio Fleitas
- Sergio Andiun
- Jacinto Herrero
- Salvador Minguijón[5]
- Víctor Pradera Larumbe
- Justo Garrán Moso
- Francisco Alcon[6]